# Пањо
Пањо (итал. Pagno) је насеље у Италији у округу Кунео, региону Пијемонт.
Према процени из 2011. у насељу је живело 392 становника. Насеље се налази на надморској висини од 374 м.

## Становништво
Према резултатима пописа становништва 2011. у општини је живело 572 становника.
| 1931. | 1936. | 1951. | 1961. | 1971. | 1981. | 1991. | 2001. | 2011. |
| ----- | ----- | ----- | ----- | ----- | ----- | ----- | ----- | ----- |
| 849   | 853   | 772   | 607   | 529   | 539   | 506   | 554   | 572   |